# Список ирландских восстаний
Список восстаний ирландцев против притязаний англичан и британцев на суверенитет над Ирландией. Эти восстания включают попытки контрреволюций и восстаний, хотя интерпретация многих из них в том или ином ключе зависит от точки зрения. После Восстания объединённых ирландцев такие восстания стали по своему характеру более революционными и республиканскими. После Войны за независимость, раздела Ирландии и создания в 1922 году автономного Ирландского свободного государства в 26 из 32 графств острова; за исключением Гражданской войны в Ирландии, большая часть, но не вся последующая деятельность повстанцев происходила в шести графствах Северной Ирландии, которые остались в Соединенном Королевстве.
| №  | Годы             | Место                                                                                                   | Конфликт                                 | Организаторы |
| -- | ---------------- | --- | ---------------------------------------- | --- |
| 1  | 1534             | Манор Ирландия (Дублин)                                                                                 | Восстание Шёлкового Томаса               | Фицджеральды Килдэра |
| 2  | 1569-73          | Королевство Ирландия (Провинция Манстер)                                                                | 1-е десмондское восстание                | Фицджеральды Десмонда и союзные кланы |
| 3  | 1579-83          | Королевство Ирландия (Провинции Манстер и Лейнстер)                                                     | 2-е десмондское восстание                | Фицджеральды Десмонда и союзные кланы |
| 4  | 1593-1603        | Королевство Ирландия                                                                                    | Девятилетняя война                       | Хью О’Нил, Хью O’Доннел и союзные кланы |
| 5  | 1608             | Королевство Ирландия (Графство Донегол)                                                                 | Восстание О’Доэрти                       | Сэр Кахир О’Доэрти |
| 6  | 1641             | Королевство Ирландия                                                                                    | Ирландское восстание (1641)              | Фелим О’Нил, Рори (Роджер) О’Мур, Коннор Магвайр, Хью Ог МакМахон |
| 7  | 1642-52          | Королевство Ирландия                                                                                    | Ирландские конфедеративные войны         | Ирландская католическая конфедерация |
| 8  | 1689-91          | Королевство Ирландия                                                                                    | Вильямитская война                       | Якобиты под предводительством Якова II Стюарта |
| 9  | 1798             | Королевство Ирландия                                                                                    | Ирландское восстание (1798)              | Общество объединённых ирландцев |
| 10 | 1799-1803        | Королевство Ирландия, Соединённое королевство Великобритании и Ирландии (графство Уиклоу)               | Партизанское движение Майкла Двайера     | Майкл Дуайер и его последователи и Общества объединённых ирландцев |
| 11 | 1800             | Колония Ньюфаундленд                                                                                    | Объединённое ирландское восстание        | Общество объединённых ирландцев |
| 12 | 1803             | Соединённое королевство Великобритании и Ирландии (Дублин)                                              | Ирландское восстание (1803)              | Общество объединённых ирландцев |
| 13 | 1804             | Кэсел Хилл, Колония Новый Южный Уэльс                                                                   | Восстание в Касл-Хилл                    | Общество объединённых ирландцев |
| 14 | 1848             | Соединённое королевство Великобритании и Ирландии (Баллингарри, Южный Типперэри)                        | Восстание молодых ирландцев 1848 года    | Молодая Ирландия |
| 15 | 1866-71          | Британская Северная Америка - Доминион Канада - Восточная Канада - Манитоба                             | Фенианские набеги                        | Фенианское братство |
| 16 | 1867             | Соединённое королевство Великобритании и Ирландии, Англия и Канада                                      | Фенианские набеги                        | Фенианское братство |
| 17 | 1881-85          | Соединённое королевство Великобритании и Ирландии                                                       | Фенианская динамитная кампания           | Фенианское братство |
|    | 1882-83          | Соединённое королевство Великобритании и Ирландии (Дублин) and Британская Капская колония (Кейптаун)    | Индивидуальный террор «непобедимых»      | Ирландские национальные непобедимые |
| 18 | 1916             | Соединённое королевство Великобритании и Ирландии (Графства Дублин, Мит, Голуэй, Лаут, Уэксфорд и Корк) | Пасхальное восстание                     | Ирландское республиканское братство, Ирландская гражданская армия, Ирландские добровольцы, Совет ирландских женщин |
| 19 | 1919-22          | Ирландская Республика                                                                                   | Война за независимость                   | Ирландская республиканская армия (1919—1922), Совет ирландских женщин |
| 20 | 1939-40          | Англия                                                                                                  | «Кампания саботажа»                      | Ирландская республиканская армия (1922—1969) |
| 21 | 1942-44          | Британско-ирландская граница                                                                            | Северная кампания                        | Ирландская республиканская армия (1922—1969) |
| 22 | 1956-62          | Британско-ирландская граница                                                                            | Пограничная кампания                     | Ирландская республиканская армия (1922—1969) |
| 23 | 1969-98          | Северная Ирландия (в основном), Республика Ирландия и Великобритания                                    | Смута (The Troubles)                     | Временная Ирландская республиканская армия, Ирландская национальная освободительная армия, Официальная Ирландская республиканская армия, Преемственная ИРА, Подлинная Ирландская республиканская армия, Ирландская народно-освободительная организация |
| 24 | 1998-наст. время | Северная Ирландия (в основном), Республика Ирландия и Великобритания                                    | Кампания диссидентов в Северной Ирландии | Преемственная ИРА, Подлинная Ирландская республиканская армия, Óglaigh na hÉireann, Республиканская акция против наркотиков, Новая Ирландская республиканская армия                                                                                    |